# Hit 'Em Up
Hit 'Em Up é uma diss de Tupac Shakur com seu grupo de Rap, "Outlawz". A canção contém vários insultos aos rappers da costa leste, principalmente a The Notorious BIG. Hit 'Em Up foi produzida pelo seu companheiro de longa data Johnny J.

## Antecedentes
A canção foi uma resposta a canção Who Shot Ya?, que Tupac sentiu que era direcionada a ele. Hit 'Em Up ataca principalmente The Notorious B.I.G. e Puff Daddy, a quem ele afirmava que tinha conhecimento prévio sobre o tiroteio que ocorreu em Nova York. Shakur teve como objetivo principal com esta música destruir moralmente e socialmente a Bad Boy Records e os associados de BIG, Lil Kim e Junior M.A.F.I.A..

## Versos
O primeiro verso é realizado por Tupac Shakur, o segundo por Hussein Fatal, o terceiro por Tupac Shakur, o quarto por Yaki Kadafi e quinto por EDI Mean.
A frase "Take Money", que é repetida várias vezes, é uma sátira do single "Get Money", do grupo Junior MAFIA. O coro de "Hit 'Em Up" é uma brincadeira com o refrão do grupo Junior M.A.F.I.A. "Junior Player's Anthem", que é em si uma interpolação da melodia de Yellowman "s" Zunguzung ". Jay-Z foi originalmente insultado na canção  - imediatamente antes Shakur diz: "Foda-se, morrer devagar filho da mãe, a minha fo-fo (apelido para a .44) certifica que todas as suas crianças não cresçãm!" - Mas Hussein Fatal do Outlawz diz convencido de que o rapper do Brooklyn tinha sido morto e o insulto foi apagado, deixando alguns segundos de silêncio em sua ausência em certas versões refeitas da canção. Mas versões mais recentes da música contém este insulto.

## Recepção
'Hit' Em Up 'foi acusado por muitos críticos por ter ido "longe demais", devido à alegação de Tupac Shakur que ele teve relações sexuais com a esposa de The Notorious BIG, Faith Evans, e seu escárnio do Mobb Deep Prodigy por ter anemia falciforme.
Também foi criticado por intensificar a rivalidade entre a Costa Leste e Oeste, e em retrospecto, já que o ponto de viragem para a violência que mais tarde custou a vida de ambos Tupac Shakur e Notorious BIG. Tupac Shakur ignorou as críticas de que ele tinha tornado a tradicional rivalidade a um extremo perigo, observando que a música era um "registro de batalha clássico".

## Resposta De Biggie
The Notorious BIG responde com humor as declarações de Tupac Shakur, que dizia que ele tinha dormido com sua esposa. Na música "Brooklyn's Finest", um dueto com Jay-Z em 1996, ele afirma "se a Faith teve gêmeos, ela provavelmente tem dois Pacs 's."
Muitas canções do último trabalho de estúdio de Biggie, Life After Death, como "Long Kiss Goodnight ", foram interpretadas como refutações de supostas calúnias vindas de Shakur ao rapper do Brooklyn e sua gravadora, Bad Boy Records.

## Respostas De Outros Artistas
Mobb Deep respondeu a Tupac Shakur e a Death Row Records com a faixa "Drop A Gem On 'Em", que foi lançada como um single promocional, e mais tarde apareceu no álbum Hell on Earth. Chino XL respondeu com uma faixa diss inominável, que nunca foi lançada. A canção é possui a mesma batida da "Who Shot Ya?", de Notorious BIG, onde Tupac Shakur é ridicularizado pelas dificuldades em sua vida, incluindo o tempo em que a mãe era viciada em crack e seu período na prisão em 1995.

## Vídeo
No vídeo (dirigido por Kevin Swain e lançado em junho de 1996), Tupac está em um quarto branco com vários membros do grupo Outlawz. Com monitores de TV no fundo mostrando clipes de sósias de Puffy e Biggie Smalls. (Estes clipes focam em gestos aludindo à afirmação de Tupac ter roubado dinheiro da Bad Boy Records). Gestos incluindo Tupac roubando dinheiro com seu grupo de um cofre, Puffy e Biggie dançando com o dinheiro aparecendo na mão de Tupac Shakur. Há também vídeos de Tupac Shakur e sua banca em uma sala de roxo e em um quarto de preto, com buracos de bala no fundo.
As cenas de fundo branco com os monitores no fundo está mostrando o vídeo "Made Niggaz".